# Satz von Poincaré-Hopf
Der Satz von Poincaré–Hopf ist ein wichtiger mathematischer Satz der Differentialtopologie. Er ist auch als Poincaré-Hopf-Indexformel, Poincaré-Hopf-Indextheorem oder Hopf-Indextheorem bekannt. Der Satz ist nach Henri Poincaré und Heinz Hopf benannt. Für zwei Dimensionen wurde die Aussage von Poincaré bewiesen und später von Hopf für höhere Dimensionen verallgemeinert. Oft wird der Spezialfall des Satzes vom Igel als Illustration der Aussage benutzt.

## Index eines Vektorfeldes
Sei {\displaystyle X\colon M\subset \mathbb {R} ^{n}\to \mathbb {R} ^{n}} ein Vektorfeld und {\displaystyle z} eine isolierte Nullstelle, das heißt, es gibt einen abgeschlossenen Ball {\displaystyle Q} um {\displaystyle z} mit  {\displaystyle X|_{Q\setminus \{z\}}\neq 0}. Der Index des Vektorfeldes am Punkt {\displaystyle z} ist der Abbildungsgrad der Abbildung
{\displaystyle f\colon \partial Q\to \mathbb {S} ^{n-1},\qquad x\mapsto {\frac {X(x)}{\|X(x)\|}}.}
und wird mit {\displaystyle \operatorname {ind} (X,z)} notiert. Diese Definition lässt sich wie folgt auf Mannigfaltigkeiten verallgemeinern. Ist {\displaystyle M} eine {\displaystyle n}-dimensionale differenzierbare Mannigfaltigkeit und {\displaystyle X\in \Gamma (TM)} ein Vektorfeld, so wähle eine Karte {\displaystyle (U,\phi )} um {\displaystyle z}, so dass {\displaystyle Q\subset U} gilt. Dann lässt sich obige Definition des Indexes auf das im {\displaystyle \mathbb {R} ^{n}} liegende Kartengebiet übertragen, und das erweist sich als unabhängig von der Wahl der Karte.

## Satz von Poincaré
Der Vollständigkeit halber wird zuerst die von Henri Poincaré im Jahr 1881 gefundene Aussage dargestellt.
Sei {\displaystyle S\subset \mathbb {R} ^{3}} eine kompakte Fläche mit induzierter Metrik. Außerdem sei {\displaystyle X\in \Gamma (TS)} ein glattes Vektorfeld mit einer endlichen Anzahl an isolierten singulären Punkten {\displaystyle A_{1},\ldots ,A_{k}}. Dann gilt
{\displaystyle \sum _{j=1}^{k}\operatorname {ind} (X,A_{j})=\chi (S).}
Dabei bezeichnet {\displaystyle \chi (S)} die Euler-Charakteristik von {\displaystyle S}. Das heißt also: Die Euler-Charakteristik von {\displaystyle S} ist gleich der Summe über die Indices aller isolierten singulären Punkte von {\displaystyle X}.

## Satz von Poincaré-Hopf
Der Satz von Poincaré-Hopf wurde 1926 von Hopf als Verallgemeinerung des Satzes von Poincaré bewiesen.
Sei {\displaystyle M} eine kompakte differenzierbare Mannigfaltigkeit und sei {\displaystyle X} ein Vektorfeld auf {\displaystyle M}, das nur endlich viele, isolierte Nullstellen {\displaystyle A_{1},\ldots ,A_{k}} besitzt. Dann gilt
{\displaystyle \sum _{i=1}^{k}\mathrm {ind} (X,A_{i})=\chi (M).}
Hat {\displaystyle M} einen Rand, so muss {\displaystyle X} auf dem Rand in Richtung der äußeren Normalen zeigen.